# Argentopirite
L'argentopirite è un minerale.

## Abito cristallino
In piccoli cristalli brillanti spesso geminati in modo da simulare la simmetria esagonale

## Origine e giacitura
In alcune miniere di argento in combinazione con arsenico nativo, proustite, cloantite, ecc. Nelle vene idrotermali.

## Forma in cui si presenta in natura
In cristalli geminati, pseudoesagonali.
Tuttavia non è facile distinguere l'argentopirite dalla pirrotina, minerale molto simile nell'aspetto. Per ovviare a questo inconveniente bisognerebbe fare qualche esame di laboratorio.

## Caratteristiche fisiche
- L'argentopirite risulta solubile in acido nitrico.[1]
- Indice di fotoelettricità: PE =  96.36 barn/elettrone[2]
- Indice fermioni: 0,009784[2]
- Indice di bosoni: 0.990216[2]
- Densità di elettroni: 3.98 gm/cc[2]

## Principali località di ritrovamento
- Boemia: Jáchymov[1]
- Germania: Sankt Andreasberg nell'Harz, Sassonia[1]